# Эсхато
«Эсхато» (стилиз. €$X@†O) — музыкальный (десятый номерной) альбом группы «Калинов Мост», изданный осенью 2010 года фирмой грамзаписи Navigator Records. В альбоме содержится богатая музыкальная палитра, острые и местами дерзкие тексты. Песни были поддержаны не всеми поклонниками группы, но три из них появились в ротации «Нашего Радио», причём две занимали первые места. «Калинов мост» вместе с другими исполнителями принял участие в ежегодной церемонии вручения премии «Чартова дюжина», которую ежегодно проводит «Наше Радио».

## Об альбоме
Первый тираж диска вышел с браком - трек «Друг» был записан не до конца, но вскоре появилась допечатка с исправленным треком. А первый тираж сразу же стал коллекционным раритетом.
Дмитрий Ревякин так объясняет название альбома:
Название от греческого слова эсхатология — наука о конце времен. Идея альбома заключается в том, что мы с вами живем в предконечные времена.

## Список композиций
Слова и музыка всех песен — написаны Дмитрием Ревякиным (кроме отмеченной).
| №   | Название                                                       | Длительность |
| --- | -------------------------------------------------------------- | ------------ |
| 1.  | «Ангелы Рая»                                                   | 5:39         |
| 2.  | «Друг»                                                         | 6:53         |
| 3.  | «Как пуля»                                                     | 3:50         |
| 4.  | «Цитаты» (совместно с Константином Кинчевым)                   | 6:16         |
| 5.  | «Мать Европа»                                                  | 5:26         |
| 6.  | «Иной покой»                                                   | 5:39         |
| 7.  | «Солдаты Севера»                                               | 4:26         |
| 8.  | «Дома не был»                                                  | 4:56         |
| 9.  | «Предчувствие» (музыка и все инструменты - Константин Ковачев) | 1:18         |
| 10. | «Гряди!»                                                       | 4:32         |
| 11. | «Эпос»                                                         | 6:01         |
| 12. | «Возвращался атаман»                                           | 4:47         |
| 13. | «Наследники»                                                   | 3:57         |

## Участники записи
- Дмитрий Ревякин — вокал, акустическая гитара
- Андрей Баслык — бас-гитара
- Виктор Чаплыгин — барабаны, бэк-вокал
- Константин Ковачев — гитара, гусли, лютня

## «Чартова дюжина»
В музыкальном хит-параде радиостанции «Наше радио» «Чартова дюжина» появлялись 3 песни с этого альбома. Первая — «Дома не был» не снискала особой поддержки у слушателей. Вторая — «Ангелы рая» 7 недель подряд занимала первое место. Третья — «Мать Европа» только появилась в ротации радиостанции и повторяет успех «Ангелов рая». В конце января 2011 года песня занимает первое место в хит-параде.